# 张其寨街道
张其寨街道，是中华人民共和国辽宁省本溪市溪湖区曾经下辖的一个乡镇级行政单位，现已并入日月岛街道。

## 行政区划
张其寨街道下辖以下地区：
张其寨村、大柳峪村、花岭村、黄木厂村、大翻身村和达贝沟村。